# Evarcha bicuspidata
Evarcha bicuspidata là một loài nhện trong họ Salticidae.
Loài này thuộc chi Evarcha. Evarcha bicuspidata được Peng & Li miêu tả năm 2003.